# Marianne Chaillan
 (avril 2016).
Marianne Chaillan est une professeure de philosophie, écrivaine et chroniqueuse française.

## Biographie

### Formation
Élève au Lycée Louis-le-Grand, Marianne Chaillan enseigne la philosophie à Marseille.

### Carrière
Elle publie ensuite, aux éditions Albin Michel, Ainsi philosophait Amélie Nothomb, écrit « à la manière » d’Amélie Nothomb, qui témoigne publiquement son enthousiasme pour le livre.
Son essai Où donc est le bonheur ? paru en novembre 2021 obtient le Prix France Télévision Essai,. L'année suivante, elle publie À la folie, passionnément, un essai sur le désir amoureux,,.
Elle enseigne la philosophie au lycée privé catholique Saint Joseph de la Madeleine à Marseille,.

## Publications
- Harry Potter à l'école de la philosophie, Paris, Ellipses, 2013, 176 p. (ISBN 978-2-7298-8053-8) ; rééd. poche, 2015  (ISBN 978-2340009752)
- La Playlist des philosophes : essai, Paris, Ellipses, 2015, 307 p. (ISBN 978-2-36890-254-7)
- Game of Thrones, une métaphysique des meurtres, Paris, Le Passeur, 2016, 285 p. (ISBN 978-2-36890-389-6) ; rééd. poche 2017
- Ils vécurent philosophes et firent beaucoup d'heureux, Paris, Équateurs, 2017, 217 p. (ISBN 978-2-84990-531-9)
- Pensez-vous vraiment ce que vous croyez penser ?, Équateurs, 2018, 188 p.  (ISBN 978-2-84990-592-0)
- Ainsi philosophait Amélie Nothomb, préface de Raphaël Enthoven, Albin Michel, 2019, 205 p.  (ISBN 978-2-226-39714-0)
- Game of Thrones, une fin sombre et pleine de terreur, Équateurs, 2019,  (ISBN 2849906905)
- In Pop We Trust[9], Équateurs, 2020  (ISBN 978-2-84990-754-2).
- Où donc est le bonheur ?  éditions des équateurs (10/11/2021),  (ISBN 9782849908662)
- À la folie, passionnément, 2022, Editions des Équateurs,  (ISBN 2382844973)
- Écrire sa vie, 2024, L'Observatoire, 160p.  (ISBN 9791032931929)

### Articles
- Contribution à la rédaction de « Harry Potter à l'école des philosophes », hors-série de Philosophie Magazine consacré à Harry Potter, sous la direction de Sven Ortoli
- Hors-série de Philosophie Magazine, de Sciences et Vie, du magazine Lire sur Game of Thrones, avril 2019

### Radio
- « Quatre dilemmes moraux de Game of Thrones (2/4) : La morale permet-elle de survivre ? », Les chemins de la philosophie, France Culture, émission du 9 avril 2019